# Oman Air
Oman Air (Arabisch: الطيران العماني, aṭ-Ṭayarān al-ʿumāniyya) is een luchtvaartmaatschappij uit Oman. Het onderhoudt regionale lijndiensten en internationale vluchten, alsook chartervluchten. Als basis fungeert de internationale luchthaven van Muscat, Muscat International Airport (MCT).
De maatschappij is opgericht in 1981 en werd actief in 1993. Oman Air is lid van de Arab Air Carriers Organization.

## Geschiedenis
In 1970 werd Oman International Services opgericht. Deze voorloper van Oman Air had als belangrijkste activiteit de afhandeling op de grond van vliegtuigen op de Omaanse internationale luchthaven. In 1981 werd de eerste stap naar een luchtvaartmaatschappij gezet. Er werden 13 kleinere toestellen van Gulf Air overgenomen en de naam werd gewijzigd in Oman Aviation Services. Deze vliegtuigen begonnen in 1982 met binnenlandse vliegdiensten tussen Muscat International Airport en Salalah in het zuiden van Oman. Deze vliegdienst werd uitgevoerd in een joint venture met Gulf Air.
In 1993 werd de naam opnieuw gewijzigd in Oman Air. Dit was gelijk het begin van een uitbreiding van het internationale netwerk in de regio en naar India. In juli 1993 werd de eerste internationale vlucht uitgevoerd met Dubai als bestemming, gevolgd door Trivandrum in november. In 2007 trok de Omaanse overheid zich terug als aandeelhouder in Gulf Air. De overheid had grote plannen voor Oman Air en dit vertaalde zich in een sterke uitbreiding van de vloot en het netwerk. In 2007 werd Londen als eerste Europese bestemming opgenomen in de dienstregeling. De Omaanse overheid werd in datzelfde jaar bijna de enige aandeelhouder, met 99,61% van de aandelen.

## Operationele en financiële resultaten
Sinds 2005 maakt Oman Air een sterke groei door. Er wordt veel geïnvesteerd in nieuwe vliegtuigen en de uitbreiding van het internationale routenetwerk. De productie-, vervoer- en omzetcijfers verzevenvoudigden tussen 2005 en 2016. De omzet wordt voor ongeveer 75% behaald met internationale lijndiensten en de rest met binnenlandse vluchten, met chartervluchten, de afhandeling van vliegtuigen op de grond en catering. De resultaten waren echter sterk negatief vanaf 2008 waardoor de Omaanse overheid diverse malen genoodzaakt was nieuw aandelenvermogen ter beschikking te stellen. Op 31 december 2016 telde het bedrijf 7633 werknemers. In de tabel hieronder meer gegevens over Oman Air vanaf 2005.
| Omschrijving                        | 2005 | 2006 | 2007  | 2008  | 2009  | 2010  | 2011   | 2012  | 2013   | 2014   | 2015  | 2016   |
| ----------------------------------- | ---- | ---- | ----- | ----- | ----- | ----- | ------ | ----- | ------ | ------ | ----- | ------ |
| Aantal vervoerde passagiers (*1000) | 1135 | 1226 | 1513  | 1985  | 2361  | 3263  | 3796   | 4430  | 4995   | 5052   | 6366  | 7710   |
| Aantal werknemers                   | 2878 | 3125 | 3360  | 4082  | 4866  | 5095  | 5375   | 5562  | 5831   | 6322   | 6778  | 7633   |
| Omzet (*OMR miljoen)                | 76   | 85,2 | 110,6 | 153,2 | 164,3 | 230,4 | 287,5  | 347,0 | 381,7  | 398,4  | 467,7 | 472,4  |
| Netto resultaat (*OMR miljoen)      | 1,0  | 2,9  | 4,0   | -42,8 | -64,3 | -78,1 | -109,9 | -97,5 | -113,3 | -109,1 | -86,3 | -129,9 |

## Vloot
De vloot van Oman Air bestaat uit de volgende toestellen (situatie februari 2023):

## Bestemmingen
Oman Air vliegt op de volgende bestemmingen in februari 2023:
- Bahrein:
  - Manama
- Bangladesh:
  - Chittagong
  - Dhaka
- Duitsland:
  - Frankfurt
  - München
- Egypte:
  - Caïro
- Frankrijk:
  - Parijs
- India:
  - Bangalore
  - Chennai
  - New Delhi
  - Haiderabad
  - Goa
  - Kochi
  - Kozhikode
  - Mumbai
- Italië
  - Milaan
- Koeweit:
  - Koeweit
- Maleisië:
  - Kuala Lumpur
- Nepal:
  - Kathmandu
- Oman:
  - Khasab
  - Muscat (Hub)
  - Salalah
- Pakistan:
  - Islamabad
  - Karachi
  - Lahore
- Qatar:
  - Doha
- Rusland:
  - Moskou Domodedovo
- Saoedi-Arabië:
  - Dammam
  - Jeddah
  - Riyad
  - Medina
- Tanzania:
  - Dar Es Salaam
  - Zanzibar
- Thailand:
  - Bangkok
  - Phuket
- Turkije:
  - Istanboel
  - Trabzon
- Verenigde Arabische Emiraten:
  - Dubai
- Verenigd Koninkrijk:
  - Londen Heathrow
- Zwitserland
  - Zurich